# فهرست نویسندگان سده هجدهم میلادی فرانسه
- شارل پینو دوکلو (۱۷۷۲–۱۷۰۴)
- کلود پروسپه ژولیو دو کره‌بییون (۱۷۷۷–۱۷۰۷)
- ژرژ-لوئی لکرک کنت دو بوفون (۱۷۸۸–۱۷۰۷)
- فرانسوا بلانشه (۱۷۸۴–۱۷۰۷)
- ژولین اوفره دو لا متری (۱۷۵۱–۱۷۰۹)
- گابریل بونو دو مبلی (۱۷۸۵–۱۷۰۹)
- ژان بتیست گره‌سه (۱۷۷۷–۱۷۰۹)
- ژان-ژاک لوفران دو پومپینیان (۱۷۸۴–۱۷۰۹)
- شارل سیمون فاوار (۱۷۹۲–۱۷۱۰)
- ژان-ژاک روسو (۱۷۷۸–۱۷۱۲)
- دنی دیدرو (۱۷۸۴–۱۷۱۳)
- اتین بونو دو کندیاک (۱۷۸۰–۱۷۱۴)
- مادام ریکوبونی (۱۷۹۲–۱۷۱۳)
- کلود آدرین هلوسیوس (۱۷۷۱–۱۷۱۵)
- لوک دو کلاپیر، مارکی دو ووونارگ (۱۷۴۷–۱۷۱۵)
- ژان لو رون دالامبر (۱۸۰۳–۱۷۱۶)
- لوئی کاربوژی کارمونتل (۱۸۰۶–۱۷۱۷)
- ژان لو رون دالامبر (۱۷۸۳–۱۷۱۷)
- میشل-ژان سدن (۱۷۹۷–۱۷۱۹)
- ژاک کازوت (۱۷۹۲–۱۷۲۰)
- فرانسوا-ژوزف برادیه دو بتو (۱۷۹۴–۱۷۲۰)
- تیفنی دو لا روش (۱۷۷۴–۱۷۲۲)
- بارون دولباخ (۱۷۸۹–۱۷۲۳)
- ژان-فرانسوا مارمونتل (۱۷۹۹–۱۷۲۳)
- جاکومو کازانووا (۱۷۹۸–۱۷۲۵)
- آن روبر ژاک تورگو (۱۷۸۱–۱۷۲۷)
- ژوزف لانژوئینه (۱۸۰۸–۱۷۳۰)
- پیر بومارشه (۱۷۹۹–۱۷۳۲)
- ژان باپتیست لوفبر دو ویلبرون (۱۸۰۹–۱۷۳۲)
- نیکولا ادم رستیف (۱۸۰۶–۱۷۳۴)
- شارل ژوزف، پرنس لینی (۱۸۱۴–۱۷۳۵)
- ژاک–آنری برناردن دو سن–پیر (۱۸۱۴–۱۷۳۷)
- ژاک دولیل (۱۸۱۳–۱۷۳۸)
- مارکی دو ساد (۱۸۱۴–۱۷۴۰)
- بل دو زیلان (۱۸۰۵–۱۷۴۰)
- پیر-آمبرواز شودرلو دو لاکلو (۱۸۰۳–۱۷۴۱)
- مارکی دو کندورسه (۱۷۹۴–۱۷۴۳)
- ژان-آنتوان روشه (۱۷۹۴–۱۷۴۵)
- ژان-سیفرن موری (۱۸۱۷–۱۷۴۶)
- فلیسیته دو ژنلی (۱۸۳۰–۱۷۴۶)
- ارمان-لوئی دو گنتو بیرون (۱۷۹۳–۱۷۴۷)
- اونوره گابریل ریکوتی، کنت دو میرابو (۱۷۹۱–۱۷۴۹)
- نیکولا-ژوزف-لوران ژیلبر (۱۷۸۰–۱۷۵۰)
- اواریست دو پارنی (۱۸۱۴–۱۷۵۳)
- ژوزف دو مستر (۱۸۲۱–۱۷۵۳)
- ژوزف ژوبر (۱۸۲۴–۱۷۵۴)
- ژان-پیر کلاری دو فلوریان (۱۷۹۴–۱۷۵۴)
- ژاک پیر بریسو (۱۷۹۳–۱۷۵۴)
- شارل-موریس دو تالیران-پریگور (۱۸۳۸–۱۷۵۴)
- کنستانتن-فرانسوا شاسبوف (۱۸۲۰–۱۷۵۷)
- آندره شنیه (۱۷۹۴–۱۷۶۲)
- لوئی-شارل کنیه (۱۸۴۲–۱۷۶۲)
- سوفی دو کوندورسه (۱۸۲۲–۱۷۶۴)
- مادام دو استائل (۱۸۱۷–۱۷۶۶)
- امانوئل، کنت دو لاکاز (۱۸۴۲–۱۷۶۶)
- بنژامن کنستان (۱۸۳۰–۱۷۶۷)
- ژوزف فیه‌وه (۱۸۳۹–۱۷۶۷)
- فرانسوا-رنه دو شاتوبریان (۱۸۴۸–۱۷۶۸)
- شارل-لوئی کده دو گاسیکور (۱۸۲۱–۱۷۶۹)
- سوفی کوتن (۱۸۰۷–۱۷۷۰)
- اتین پیور دو سنانکور (۱۸۴۶–۱۷۷۰)
- پل-لوئی کوریه دو مره (۱۸۲۵–۱۷۷۲)
- رنه-شارل گیلبر دو پیکسره‌کور (۱۸۴۴–۱۷۷۳)
- اوژن-فرانسوا ویدوک (۱۸۵۷–۱۷۷۵)
- شارل نودیه (۱۸۴۴–۱۷۸۰)
- پیر-ژان دو برانژه (۱۸۵۷–۱۷۸۰)
- تئوفیل ماریون دومرسان (۱۸۴۹–۱۷۸۰)
- فلیسیته روبر دو لامنه (۱۸۵۴–۱۷۸۲)
- پروسپر دو بارانت (۱۸۶۶–۱۷۸۲)
- ویکتور آنری-ژوزف برائن دوکانژ (۱۸۳۳–۱۷۸۳)
- استاندال (۱۸۴۲–۱۷۸۳)
- پیر-آنتوان لبرون (۱۸۷۳–۱۷۸۵)
- مارسلین دبورد-والمور (۱۸۵۹–۱۷۸۶)
- آلفونس راب (۱۸۲۹–۱۷۸۶)
- تئودور لوکلرک (۱۸۵۱–۱۷۸۷)
- فرانسوا گیزو (۱۸۷۴–۱۷۸۷)
- ابل دوفرسن (۱۸۷۲–۱۷۸۸)
- الکساندر گیرو (۱۸۴۷–۱۷۸۸)
- شارل-ویکتور پروو، ویکنت دارلنکور (۱۸۵۶–۱۷۸۸)
- آلفونس دو لامارتین (۱۸۶۹–۱۷۹۰)
- پل دو کوک (۱۸۷۱–۱۷۹۳)
- آگوستن تیری (۱۸۵۶–۱۷۹۵)
- آدولف تیر (۱۸۷۷–۱۷۹۷)
- کازیمیر دلاوینی (۱۸۶۳–۱۷۹۷)
- آلفرد، کنت دو وینی (۱۸۶۳–۱۷۹۷)
- ژول میشله (۱۸۷۴–۱۷۹۸)
- اگوست کنت (۱۸۵۷–۱۷۹۸)
- سوفی، کنتس دو سگور (۱۸۷۴–۱۷۹۹)
- آنری مونیه (۱۸۷۷–۱۷۹۹)
- انوره دو بالزاک (۱۸۵۰–۱۷۹۹)
- ژان-ژاک آمپر (۱۸۶۴–۱۸۰۰)